# 젊은엄마: 디 오리지널
"젊은엄마: 디 오리지널"은 2016년에 개봉한 대한민국의 영화이다.

## 캐스팅
- 백슬비(진시아)
- 오길재
- 강한나
- 도모세